# Zaubermuseum Bellachini

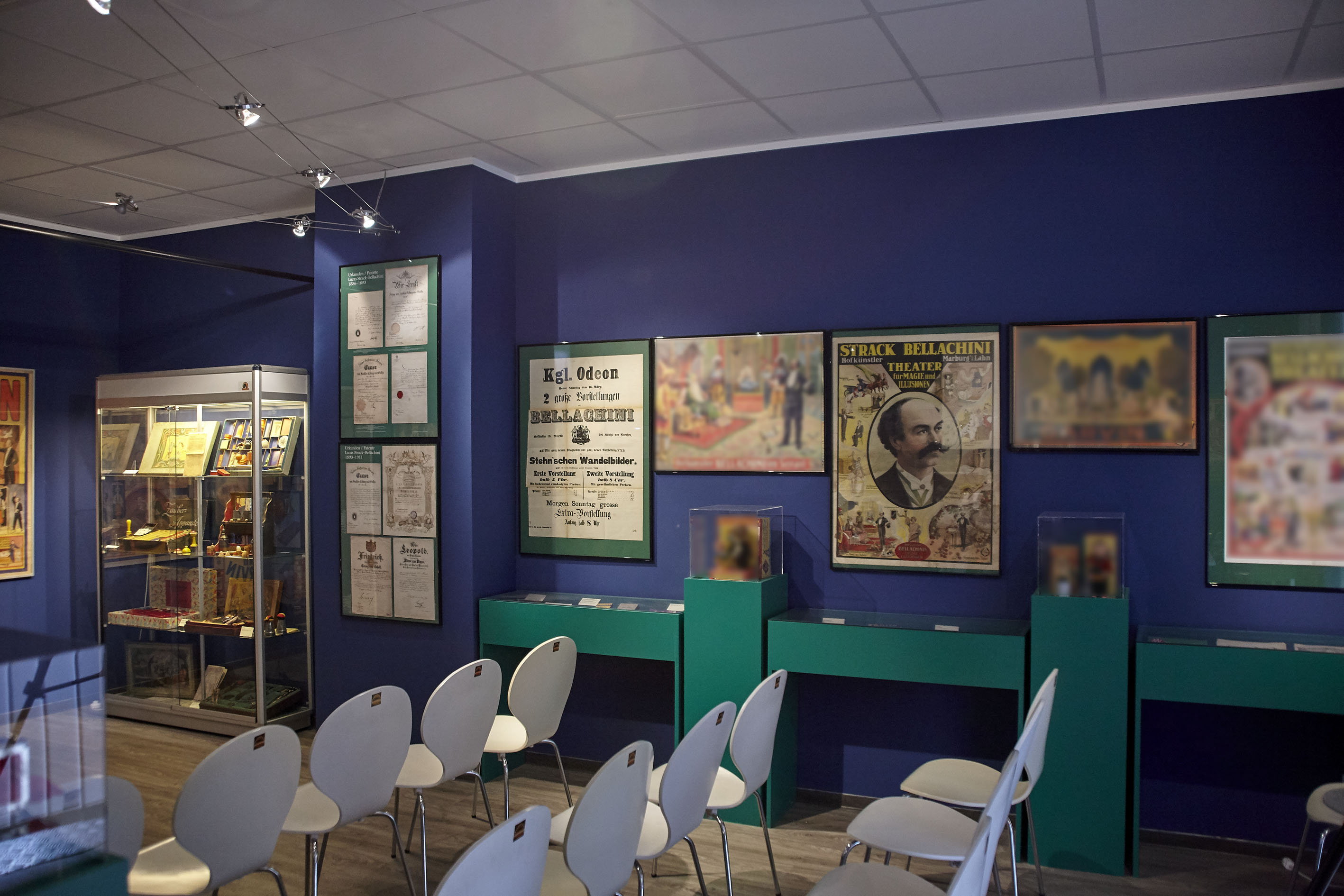
Teilansicht mit Theaterbestuhlung für den Zaubersalon

Das Zaubermuseum Bellachini ist ein kulturgeschichtliches Museum in Hamburg, das die Entstehungs- und Entwicklungsgeschichte der Zauberkunst dokumentiert. Es wurde am 18. Dezember 2022 von dem Zauberkünstler und Sammler Wittus Witt eröffnet und stellt die historische und kulturelle Bedeutung der Zauberkunst, beginnend im 18. Jahrhundert bis in unsere heutige Zeit, dar.

## Geschichte
Bereits seit Anfang der 1980er Jahre hat Wittus Witt in Museen und anderen öffentlichen Einrichtungen Ausstellungen zur Geschichte der Zauberkunst kuratiert. Darunter im Münchner Stadtmuseum, Landesmuseum Koblenz und im Museum Museon, Den Haag, Niederlande.

## Das Museum
Am 18. Dezember 2022 eröffnete der Zauberkünstler Wittus Witt im Stadtteil St. Georg von Hamburg das erste deutsche Zaubermuseum unter der Bezeichnung Bellachini. Auf rund 100 Quadratmetern, aufgeteilt auf drei Räume, befinden sich in Vitrinen und an den Wänden rund 200 Exponate aus dem Bereich der Zauberkunst. Zusätzlich werden auf Monitoren und einer Videoleinwand Filme zum Thema Zauberkunst gezeigt.

## Trägerverein
Im März 2023 wurde der Trägerverein Museum Bellachini e.V. im Hamburger Vereinsregister als gemeinnütziger Verein eingetragen.

## Der Namensgeber
Das Museum wurde nach dem berühmtesten Zauberkünstler des 19. Jahrhunderts, Samuel Berlach, Bellachini, bezeichnet.

## Die Sammlung
Das Museum präsentiert aus der Sammlung Wittus Witt Zauberbücher aus dem 18. Jahrhundert, Grafiken aus dem 19. Jahrhundert, Zauberplakate aus dem frühen 19. Jahrhundert und Zauberkästen ab 1840. Mit der Sammlung alter Zauberkästen stand Wittus Witt mehrmals im Guinness Buch der Rekorde.
Zur Eröffnung zeigte das Museum drei außergewöhnliche
Leihgaben
- Goethes Zauberkasten, aus dem Düsseldorfer Goethe-Museum
- Bild: ein Taschenspieler, älteste Darstellung in Öl von 1460, Edition Volker Huber
- Reise- und Requisitenkoffer des Theodor von Schledorn-Bellachini, Südsauerlandmuseum, Museum für Kunst und Kulturgeschichte des Kreises Olpe in Attendorn

Libertus Sextus, 1514, das älteste Buch mit der Darstellung des Becherspiels im Museum Bellachini

Besondere Exponate aus der Sammlung Wittus
- Das älteste Buch mit der Abbildung des Becherspiels, aus dem Jahr 1514: Liber Sextus
- Die weltweit einzige Kopie des ältesten Ölgemäldes mit der Darstellung eines Taschenspielers aus der Sammlung Volker Huber: um 1460

## Sonderausstellungen
- Vom 18. November 2023 bis zum 27. April 2024 wurde zum 100. Geburtstag an den Zauberkünstlern Alexander Adrion mit rund 100 Exponaten erinnert: Und dann kam Adrion. Unter demselben Titel erschien ein umfangreicher Begleitband von Stefan Alexander Rautenberg und Wittus Witt, ISBN 978-3-947289-82-0.[4]
- Am 5. Mai 2024 wurde die Ausstellung Zauberkunst in Frauenhänden eröffnet, mit der zum ersten Mal in der Geschichte den zaubernden Frauen ein umfassendes Projekt gewidmet wurde.[5] Der gleichnamige Begleitband dazu umfasst 248 Seiten im Format 28 × 22 cm, ISBN 978-3-947289-85-1, mit Beiträgen von Natascha Würzbach, Michelle Spillner und Connie Boyd.
- 11. November 2024 bis zum 26. April 2025: Das Geheimnis der drei Ballen, zur Kulturgeschichte des Becherspiels.

## Rezeption
Ausführliche mit Abbildungen versehene Berichte erschienen in:
- Genii (USA), 86. Jahrgang, Ausgabe Februar 2023, Seite 38 ff.
- Ye Olde Magic Mag (UK), 9. Jahrgang, Ausgabe 2, März 2023, Seite 81 ff.
- MAGIE, (D)], 103. Jahrgang, Ausgabe 2,  Februar 2023, Seite 72 ff.
- Magicus, (F), Nr. 239, Januar/Februar 2023, Seite 5
- Magische Welt, (D), 72. Jahrgang, Ausgabe Heft 1, Januar/Februar 2023, Seite 11 ff